# 理正院
理正院（りしょういん）は、愛媛県伊予郡砥部町にある寺院。寺号は有喜寺。宗派は真言宗智山派、本尊は金剛界大日如来で、新四国曼荼羅霊場第47番札所。
御詠歌：み光を　慕いてまいる　理正院　もろびとすくう　慈悲のみ佛

## 概要・歴史
大同2年（807年）、空海巡錫の砌、時の国司散位越智宿祢實勝とはかり万民救済の為、大慈悲の大日如来を祀り理正院有喜寺と称した。現在の山門や本殿は江戸時代初期の松山藩主加藤嘉明による再建である。

## 境内
- 回廊

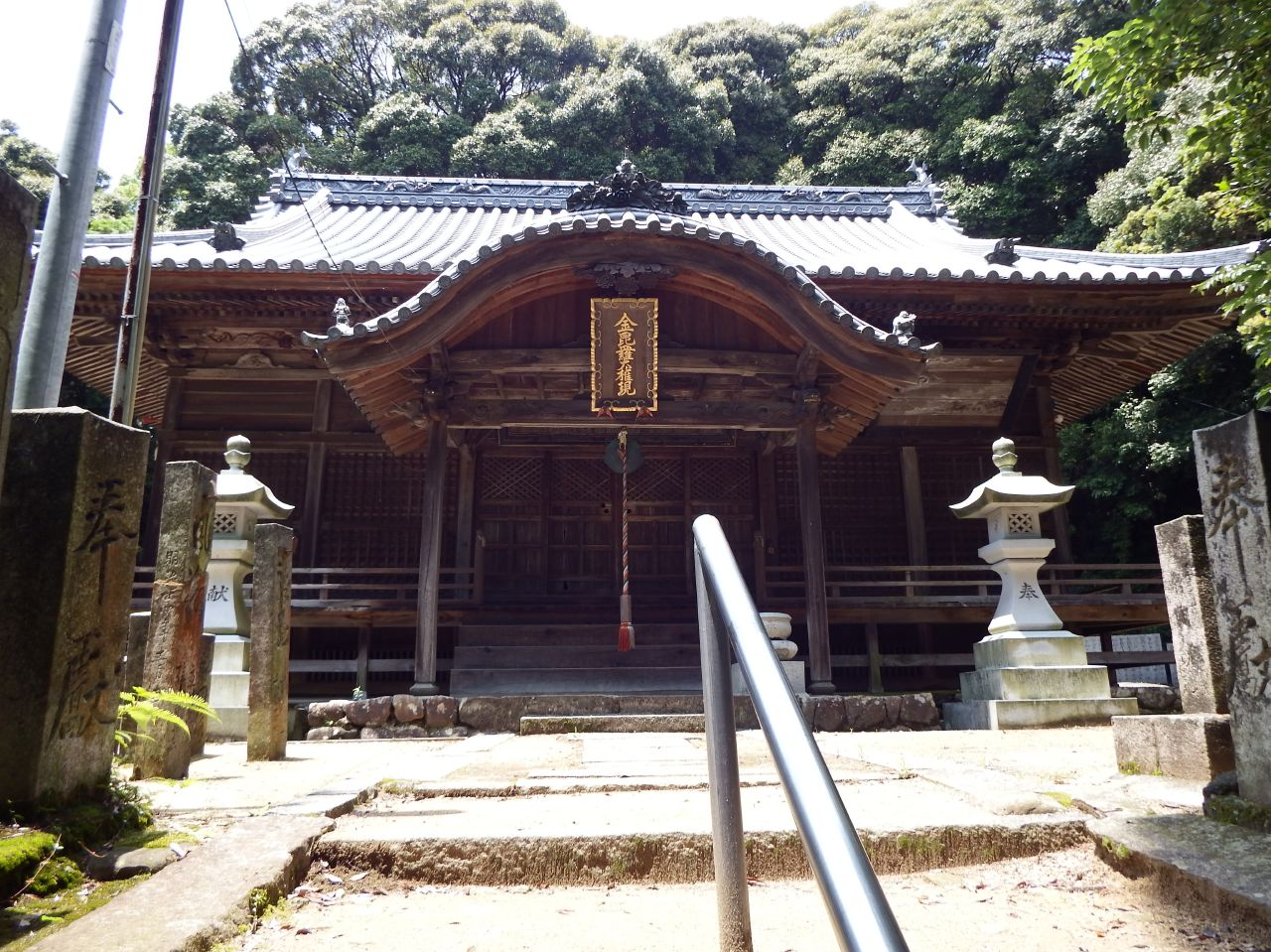
金毘羅大権現本殿

- 楼門（仁王門）：寛永元年（1684年）5月再建。楼の彫刻は武田番匠友弘と伝わる。
- 本堂：本尊金剛界大日如来坐像が拝顔できる。
- 大師堂が２つ：新しい大師像を祀る大師堂、古い大師像を祀る大師堂。
- 聖観世音菩薩立像：青銅製、嫁いらず観音

さらに石段を上がる。
- 金毘羅大権現本殿

## 文化財
砥部町指定有形文化財

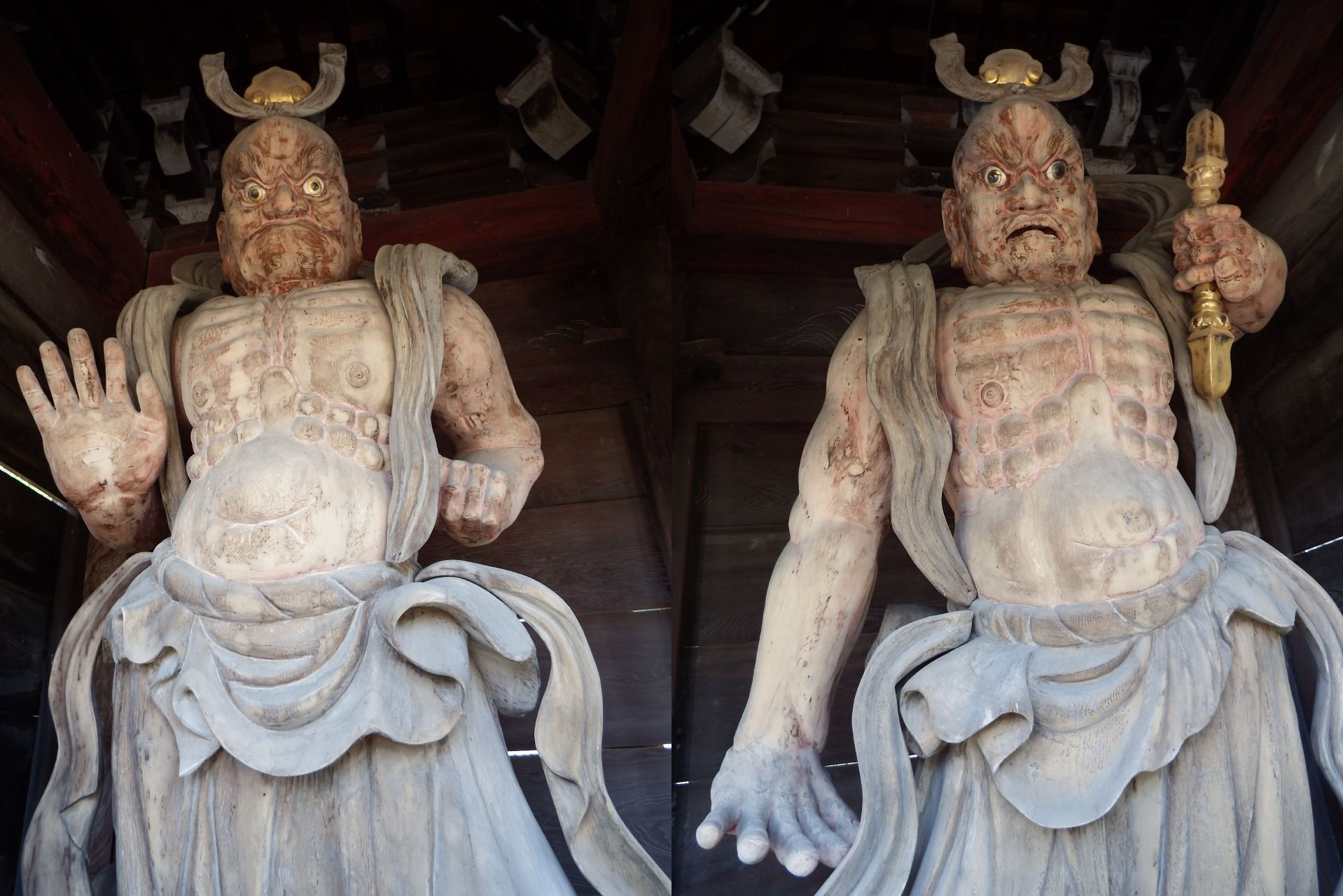
金剛力士立像

- 楼門：1982年（昭和57年）9月30日指定、以下も
- 木造大日如来座像：檜材寄木造、玉眼、像高97cm幅83cm、光背の高さ1.4m、平安末期から鎌倉期の作。
- 木造金剛力士立像2体：像高2m、鎌倉時代作。
- 木造弘法大師肖像：檜材寄木造、玉眼、像高76cm、室町から江戸時代の作。

## 交通案内
鉄道
- 伊予鉄道 松山市駅よりタクシーで約40分。

## 前後の札所
新四国曼荼羅霊場
46番 香積寺-- 47番 理正院 -- 48番 稱名寺